# Malina (mitologia)
Malina è la dea del sole degli Inuit stanziati in Groenlandia. 
Malina e suo fratello, il dio della luna Anningan, vivevano insieme. 
Durante una terribile lotta con il grasso rese nero il volto del fratello. 
A seguito dello spavento volò il più alto possibile in cielo e divenne il Sole. 
Anningan la rincorse e si tramutò in Luna.
Anningan spesso dimentica di mangiare, per cui diviene sottile, come i giorni che passano. 
Ogni mese, la Luna sparisce per tre giorni mentre Anningan mangia. 
Egli quindi torna a inseguire la sorella, ancora una volta.
Questo rende eterno l'alternarsi in cielo dell'inseguimento del Sole e della Luna.